# Spettroscopia

Schema di un'analisi mediante spettroscopio

La spettroscopia è la branca della chimica e della fisica che studia l'interazione tra la materia e la radiazione elettromagnetica attraverso la misura di uno spettro elettromagnetico. Uno strumento che permette di misurare uno spettro viene chiamato spettrometro, spettrografo o spettrofotometro.
La spettroscopia è un ambito di studio di grande importanza in ogni settore della chimica (analitica, organica, inorganica e fisica) e in molti rami della fisica (dall'ottica all'astronomia), ha svariate applicazioni tecnologiche, mediche e industriali e storicamente è stata fondamentale per lo sviluppo della meccanica quantistica.

## Descrizione
La materia ordinaria può interagire con la radiazione elettromagnetica in una grande varietà di modi: la meccanica quantistica è il modello più accurato in grado di descrivere queste interazioni. Secondo la meccanica quantistica i sistemi microscopici come i nuclei atomici, gli atomi e le molecole hanno accesso a livelli energetici quantizzati - sono cioè permessi loro solo alcuni valori discreti di energia - e la radiazione elettromagnetica, che manifesta un comportamento in alcuni casi corpuscolare e in altri ondulatorio (dualismo onda-particella), può interagire con questi sistemi causando transizioni tra i livelli energetici quantizzati. Un atomo può, ad esempio, assorbirla per accedere ad un livello energetico superiore, o emetterla per scendere ad uno inferiore. Fenomeni macroscopici come i colori o la fluorescenza sono spiegabili a livello qualitativo e quantitativo in base a questa teoria.
Lo studio controllato di queste interazioni può fornire importanti informazioni sulla struttura dei sistemi microscopici, permettendo, a seconda dei casi, di chiarire se una certa sostanza è presente in un campione e in che quantità (analisi qualitativa e quantitativa), ma anche la sua struttura chimica: tecniche spettroscopiche consentono di misurare, ad esempio, lunghezze di legame tra gli atomi e le loro posizioni relative in un cristallo e in soluzione, o di chiarire se certe molecole contengono determinati gruppi funzionali o se si aggregano in strutture supramolecolari. Nei decenni sono state sviluppate numerose tecniche spettroscopiche, che danno accesso ad informazioni diverse e che si distinguono di solito in base al tipo di interazione preso in esame (assorbimento, emissione spontanea, diffusione ecc.) e all'intervallo di energie della radiazione: ad esempio, l'assorbimento di radiazione infrarossa con lunghezza d'onda tra 2,5 e 25 μm da parte delle molecole causa solitamente transizioni tra i loro livelli vibrazionali - gli atomi delle molecole vibrano con frequenze ed energie quantizzate - mentre nell'intervallo della luce visibile (tra 380 e 750 nm) la radiazione assorbita causa transizioni tra i livelli elettronici: i due fenomeni sono studiati rispettivamente dalla Spettroscopia infrarossa e da quella UV-Visibile, che danno accesso ad informazioni differenti. La meccanica quantistica permette trattazioni più o meno accurate di questi fenomeni, e di solito impone specifiche condizioni per cui materia e radiazione possono interagire: queste condizioni sono dette regole di selezione. Ogni fenomeno, e quindi ogni tecnica spettroscopica, ha le proprie regole di selezione.

## Tipi di spettroscopia

### Radiazione elettromagnetica
- Spettroscopia infrarossa - Lo studio dello spettro della radiazione infrarossa
- Spettroscopia UV/visibile - Lo studio dello spettro della radiazione ottica e ultravioletta
- Spettroscopia Raman
- Spettroscopia astronomica - Lo studio dello spettro della radiazione emessa dalle stelle e degli oggetti del profondo cielo
- Spettroscopia a campo integrale - Tecniche spettroscopiche utilizzate per lo studio di oggetti astronomici in particolar modo nella frequenza infrarossa
- Spettroscopia di risonanza magnetica nucleare - Misura dell'assorbimento risonante di radiazione in radiofrequenza da parte di nuclei atomici in un forte campo magnetico
- Spettroscopia Mössbauer - Misura l'assorbimento nucleare risonante di fotoni senza rinculo
- Spettroscopia di assorbimento dei raggi X - Misura dell'assorbimento dei raggi X intorno ad una soglia, indicata con la sigla XAS (X-ray absorption spectroscopy)
- Spettrofotometria XRF - Misura l'emissione di luce di fluorescenza di un campione esposto ai raggi X
- Spettroscopia EDX - Energy Dispersive X-ray analysis, spettroscopia ad emissione di raggi X
- PIXE - Particle Induced X-ray Emission, spettroscopia ad emissione di raggi X
- Spettroscopia in riflettanza - Misura la riflettanza spettrale in funzione della lunghezza d'onda della radiazione incidente, che può essere vicino infrarosso, visibile o ultravioletto
- Spettroscopia optogalvanica - Misura il cambiamento di corrente e del voltaggio in rapporto alla lunghezza d'onda della radiazione utilizzata per modificare la conducibilità di un gas tramite una scarica autosostenuta

### Varie
- Spettroscopia di risonanza paramagnetica elettronica (EPR)
- Spettroscopia Auger
- Spettroscopia fotoacustica
- Spettroscopia di annichilazione di positroni (PAS)
- Spettroscopia di impedenza elettrochimica (EIS)
- Spettroscopia di elettroni interni
- Spettroscopia riflettometrica per interferenza

Si possono fare altre suddivisioni in base al principio di funzionamento della spettroscopia: spettroscopia di emissione, spettroscopia di fluorescenza, spettroscopia di assorbimento, spettroscopia di diffusione, spettroscopia fotoelettronica.
In base al tipo di analisi dei dati: spettroscopia in trasformata di Fourier (metodo estesamente applicato nella misura di spettri di vario tipo al fine di passare da uno spettro registrato nel dominio del tempo ad uno leggibile nel dominio delle frequenze, comunemente applicato nella spettroscopia infrarossa (FTIR) e nella spettroscopia di risonanza magnetica nucleare (FTNMR)).